# Podabrus owarianus
Podabrus owarianus es una especie de coleóptero de la familia Cantharidae.

## Distribución geográfica
Habita en Japón.